# صندوق الأسهم الخاصة
صندوق الأسهم الخاصة هو خطة استثمار جماعي يُستخدم لتوظيف استثمارات في سندات الأسهم المختلفة (وبحدّ أقل من الدين) وفقًا لإحدى استراتيجيات الاستثمار المرتبطة بالأسهم الخاصة. عادةً ما تكون صناديق الأسهم الخاصة عبارة عن شركات تضامنية محدودة ولمدة محدّدة الأجل تصل إلى 10 سنوات (غالبًا ما تكون ذات تمديدات سنوية). عند الشروع بالاستثمار، يلتزم المستثمرون المؤسّسيون بالتزام غير مموّل بالشركة التضامنية المحدودة، والتي تُسحب بعد ذلك طوال مدة الصندوق. من وجهة نظر المستثمرين يمكن أن تكون الصناديق تقليدية (أي يستثمر جميع المستثمرين بشروط متساوية) أو متباينة (أي يكون للمستثمرين المختلفين شروط مختلفة).
يجمع ويدير متخصّصو الاستثمار في شركة أسهم خاصة معينة (الشريك العام ومستشار الاستثمار) صندوق الأسهم الخاصة. عادة ما ستدير شركة أسهم خاصة واحدة سلسلة من صناديق الأسهم الخاصة المتميزة وستحاول إنشاء صندوق جديد كل 3 إلى 5 سنوات حالما يكون الصندوق السابق قد استُثمر بالكامل.

## الهيكل القانوني والشروط
تُهيكل معظم صناديق الأسهم الخاصة كشركات تضامنية محدودة وتخضع للشروط المنصوص عليها في اتفاقية الشركات التضامنية المحدودة أو إل بّي إيه. هذه الصناديق لها شريك عام (GP) يجمع رأس المال من المستثمرين المؤسسين الأغنياء بالأموال النقدية، كما هو الحال في خطط التقاعد والجامعات وشركات التأمين والمؤسسات والأوقاف وأصحاب الأرصدة الصافية الكبيرة الذين يستثمرون كشركاء محدودين (LPs) في الصندوق. من بين الشروط المنصوص عليها في اتفاقية الشركات التضامنية المحدودة ما يلي:
- مدة الشراكة: تكون الشراكة عادًة وسيلة استثمار محدّدة المدة وعادة ما تكون 10 سنوات بالإضافة إلى عدد من التمديدات.
- رسوم الإدارة: هي دفعة سنوية يدفعها المستثمرون في الصندوق لصالح مدير الصندوق لتسديد تكاليف العمليات الاستثمارية لشركة الأسهم الخاصة (عادة ما تتراوح نسبتها بين 1-2% من رأس المال المودع في الصندوق).
- شلال التوزيع: العملية التي سيوزَّع بموجبها رأس المال العائد على المستثمر ويُخصَّص بين الشريك المحدود والشريك العام. يشمل هذا الشلال العائد المفضل: الحد الأدنى لمعدل العائد (على سبيل المثال 8 %) الذي يجب تحقيقه قبل أن يتمكن الشريك العام من الحصول على أي فائدة مدرجة، وفائدة مستحقة، أي حصة الأرباح التي يدفعها الشريك العام أعلى من العائد المفضل (على سبيل المثال 20 %).[6]
- تحويل الفائدة في الصندوق: صناديق الأسهم الخاصة ليست مُعَدّة للتحويل أو المتاجرة؛ ومع ذلك، يمكن تحويلها إلى مستثمر آخر. في العادة، لا بدَّ من حصول هذا التحويل على موافقة مدير الصندوق ويكون ذلك التحوبل خاضعًا لتقديره.[7]
- القيود المفروضة على الشريك العام: مدير الصندوق لديه سلطة تقديرية كبيرة لتوظيف الاستثمارات والسيطرة على شؤون الصندوق. ومع ذلك، فإن إل بّي إيه لديها بعض القيود والضوابط وتكون مُقيّدة غالبًا من ناحية نوع الاستثمارات وحجمها أو تركيزها الجغرافي المسموح به، والفترة التي يُسمح فيها للمدير بتوظيف استثمارات جديدة.[8]

فيما يلي توضيح للفرق بين صندوق الأسهم الخاصة وشركة الأسهم الخاصة:
| شركة الأسهم الخاصة                | صندوق الأسهم الخاصة                                                  | استثمارات محفظة الأسهم الخاصة (قائمة جزئية) |
| كولبرغ كرافيس روبرتس وشركاه (KKR) | KKR 2006 صندوق، شركة تضامنية محدودة (17.6 مليار دولار من الالتزامات) | ألايانس بووتس                               |
| كولبرغ كرافيس روبرتس وشركاه (KKR) | KKR 2006 صندوق، شركة تضامنية محدودة (17.6 مليار دولار من الالتزامات) | جنرال دولار                                 |
| كولبرغ كرافيس روبرتس وشركاه (KKR) | KKR 2006 صندوق، شركة تضامنية محدودة (17.6 مليار دولار من الالتزامات) | شركة مستقبل الطاقة القابضة                  |
| كولبرغ كرافيس روبرتس وشركاه (KKR) | KKR 2006 صندوق، شركة تضامنية محدودة (17.6 مليار دولار من الالتزامات) | شركة البيانات الأولى                        |
| كولبرغ كرافيس روبرتس وشركاه (KKR) | KKR 2006 صندوق، شركة تضامنية محدودة (17.6 مليار دولار من الالتزامات) | مستشفى شركة أمريكا (HCA)                    |
| كولبرغ كرافيس روبرتس وشركاه (KKR) | KKR 2006 صندوق، شركة تضامنية محدودة (17.6 مليار دولار من الالتزامات) | شركة نيلسن                                  |
| كولبرغ كرافيس روبرتس وشركاه (KKR) | KKR 2006 صندوق، شركة تضامنية محدودة (17.6 مليار دولار من الالتزامات) | NXP لأشباه الموصلات                         |

## الاستثمارات والتمويل
عادة ما يوظّف صندوق الأسهم الخاصة الاستثمارات في شركات (المعروفة باسم شركات الحافظة). وتُموَّل استثمارات شركة المحفظة هذه برأس مال جمعته شركات تضامنية محدودة، ويمكن تمويلها جزئيًا أو بتمويٍل كبير بالاستدانة. يمكن أن تكون بعض معاملات الاستثمار في الأسهم الخاصة عالية الاستدانة من خلال التمويل بالاستدانة، ومن هنا جاء اختصار LBO ‹‹الاستحواذ المدعوم بالقروض››. يوفّر التدفق النقدي من شركة المحفظة عادةً مصدرًا لسداد هذه الديون. بينما تحتل استثمارات الأسهم الخاصة البالغة مليار دولار العناوين الرئيسية، تلعب صناديق الأسهم الخاصة أيضًا دورًا كبيرًا في أعمال السوق المتوسطة.
غالبًا ما يكون مصدر تمويل الاستحواذ المدعوم بالقروض LBO هذا من البنوك التجارية، على الرغم من أن المؤسسات المالية الأخرى، كالمحفظات الوقائية وصناديق الميزانين، قد توفّر التمويل أيضًا. منذ منتصف عام 2007، أصبح الحصول على التمويل بالاستدانة أكثر صعوبة للحصول على صناديق الأسهم الخاصة مقارنة بالسنوات السابقة.
تستحوذ صناديق LBO عادةً على معظم حصص رأس المال أو أصول شركة المحفظة من خلال شركة فرعية لعمليات الشراء ذات أغراض خاصة كانت قد أُنشِئت حديثًا ويشرف عليها الصندوق، وأحيانًا إئتلاف تجاري يضمّ العديد من الصناديق ذات الفكر المماثل.

### المضاعفات والأسعار
عادةً ما يعتمد سعر الشراء لشركة حافظة على مضاعفات الدخل التاريخي للشركة، وغالبًا ما يعتمد على مقياس الإيرادات قبل الفوائد والضرائب وانخفاض القيمة والاستهلاك (إبيتدا EBITDA). تعتمد مضاعفات الأسهم الخاصة اعتمادًا كبيرًا على صناعة شركة المحفظة وحجم الشركة وتوفّر تمويل LBO.

### مبيعات شركة حافظة (مخارج)
الهدف النهائي لصندوق الأسهم الخاصة هو بيع استثماراته أو الخروج بها من شركات المحافظ مقابل عائد، الذي يُعرف باسم معدل العائد الداخلي (IRR) والذي يتجاوز السعر المدفوع. كانت سيناريوهات الخروج هذه تاريخياً بمثابة العرض العام الأولي لشركة المحفظة أو بيع الشركة إلى مشتٍر استراتيجي من خلال عملية دمج أو استحواذ (M&A)، والتي تُعرف أيضًا باسم البيع التجاري. أصبح بيع شركة المحفظة إلى شركة أسهم خاصة أخرى، والمعروفة أيضًا باسم السوق الثانوية للأسهم الخاصة، سِمةً شائعة في أسواق الأسهم الخاصة المتطورة.
في السنوات السابقة، كانت إستراتيجية الخروج الأخرى تتجلّى بتقديم شركة المحفظة عائدًا مفضّلًا إلى صندوق الأسهم الخاصة لسداد استثمار رأس المال، المموّل أحيانًا بدين إضافي.

## ميزات الاستثمار والاعتبارات
تشمل اعتبارات الاستثمار في صناديق الأسهم الخاصة بالنسبة إلى أشكال الاستثمار الأخرى:
- متطلبات الدخول الكبيرة: تتطلّب معظم صناديق الأسهم الخاصة التزامًا مبدئيًا كبيرًا (عادةً ما يزيد عن 1,000,000 دولار)، والذي يمكن استخلاصه وفقًا لتقدير المدير خلال السنوات القليلة الأولى للصندوق.[18]
- سيولة محدودة: يشار إلى الاستثمارات في حصص شراكة محدودة (الشكل القانوني السائد لاستثمارات الأسهم الخاصة) على أنها استثمارات ‹‹غير سائلة››، والتي يجب أن تحصل على علاوة على الأوراق المالية التقليدية، كالأسهم والسندات. بمجرد الاستثمار، قد يكون من الصعب جدًا تحقيق سيولة الأموال المستثمرة قبل أن يحقّق المدير الاستثمارات في الحافظة لأن رأس مال المستثمر قد يكون محجوزًا في استثمارات طويلة الأجل لمدة تصل إلى اثني عشر عامًا. لا يمكن إجراء التوزيعات إلا عندما تُحوّل الاستثمارات إلى نقد مع شركاء محدودين لا يكون لهم حق المطالبة بالمبيعات.[19]
- التحكم بالاستثمارات: جميع المستثمرين في الأسهم الخاصة تقريباً سلبيون ويعتمدون على المدير لإجراء استثمارات وتوليد سيولة من تلك الاستثمارات. عادةً ما تكون حقوق حكم الشركاء المحدودين في صناديق الأسهم الخاصة ضئيلة. ومع ذلك، في بعض الحالات، يتمتّع الشركاء المحدودون ذوو الاستثمار الكبير بحقوق وشروط استثمار خاصة.[20]
- الالتزامات غير المموّلة: يُلبّى التزام المستثمر بصندوق أسهم خاصة مع مرور الوقت عندما يقدم الشريك العام طلبات دفع رؤوس الأموال إلى المستثمر. إذا لم تتمكن شركة الأسهم الخاصة من إيجاد فرص استثمارية مناسبة، لا تسحب التزام المستثمر، ومن المحتمل أن يستثمر المستثمر أقل مما هو متوقّع أو ما هو ملتزمٌ به.[21]
- مخاطر الاستثمار: بالنظر إلى المخاطر المرتبطة باستثمارات الأسهم الخاصة، يمكن أن يخسر المستثمر جميع استثماراته. عادة ما يكون خطر فقدان رأس المال أعلى في صناديق رأس المال الاستثماري، التي تستثمر في الشركات خلال المراحل المبكرة من تنميتها أو في الشركات تتمتع بكميات ضخمة من الفعالية المالية. بحكم طبيعتها، تميل الاستثمارات في الشركات الخاصة إلى أن تكون أكثر خطورة من الاستثمارات في الشركات المتداولة في البورصة.
- عائدات مرتفعة: تماشيًا مع المخاطر المذكورة أعلاه، يمكن أن توفّر الأسهم الخاصة عائدات مرتفعة، مع تفوّق أفضل مديري الأسهم الخاصة بدرجة كبيرة على الأسواق العامة.[22]

للأسباب المذكورة أعلاه، فإن الاستثمار في صناديق الأسهم الخاصة مخصّص للمستثمرين الذين يمكنهم تحمل توفير رأس المال لفترات طويلة والذين يمكنهم المخاطرة بخسارة مبالغ كبيرة من المال. وتُعوّض الفوائد المحتملة للعوائد السنوية هذه المساوئ. قد تتراوح الفوائد المحتملة للعوائد السنوية إلى ما قد يصل إلى 30 % سنويًا لصناديق الأموال الناجحة.